# Gaozong

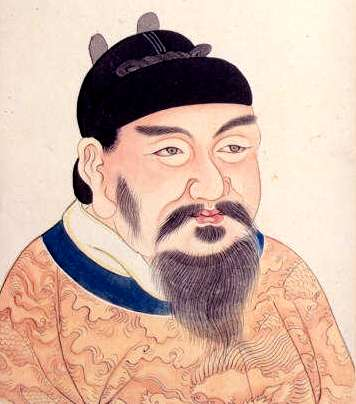
Emperador Gaozong

El Emperador Tang Gaozong (en chino simplificado, 唐高宗; pinyin, Táng Gāozōng) (628 - 683) fue el tercer emperador de la Dinastía Tang. Reinó entre los años 649 y 683, aunque a partir del año 665 gran parte del poder estaba en manos de su segunda esposa, la emperatriz Wu Zetian.

## Biografía
Nacido como Li Zhi el 21 de julio de 628, era el noveno hijo del emperador Taizong y el tercero de la emperatriz Wende. Tuvo dos esposas, la emperatriz Wang y la emperatriz Wu Zetian, con las que tuvo al menos ocho hijos.
En el año 660 sufrió una apoplexia y el resto de su reinado estuvo totalmente influenciado por la emperatriz Wu Zetian.
Falleció el 27 de diciembre del 683. Fue sucedido por su hijo Li Xian, quien reinó con el nombre de Emperador Zhongzong. Su tumba se encuentra en el Mausoleo Qianling, en el condado de Qian, provincia de Shaanxi.